# Daïra de Naciria
La daïra de Naciria est une des neuf (9) daïras qui composent la wilaya de Boumerdès, en Algérie, et dont le chef-lieu est la ville éponyme de Naciria.
Les communes qui la composent sont :
- Naciria
- Ouled Aïssa